# WY Большого Пса
WY Большого Пса (лат. WY Canis Majoris) — одиночная переменная звезда в созвездии Большого Пса на расстоянии (вычисленном из значения параллакса) приблизительно 70142 световых лет (около 21505 парсеков) от Солнца. Видимая звёздная величина звезды — от +15,5m до +14,3m.

## Характеристики
WY Большого Пса — жёлто-белый гигант, пульсирующая переменная звезда, цефеида (CEP:) спектрального класса F2III.